# Johannes Schütz (Bühnenbildner)

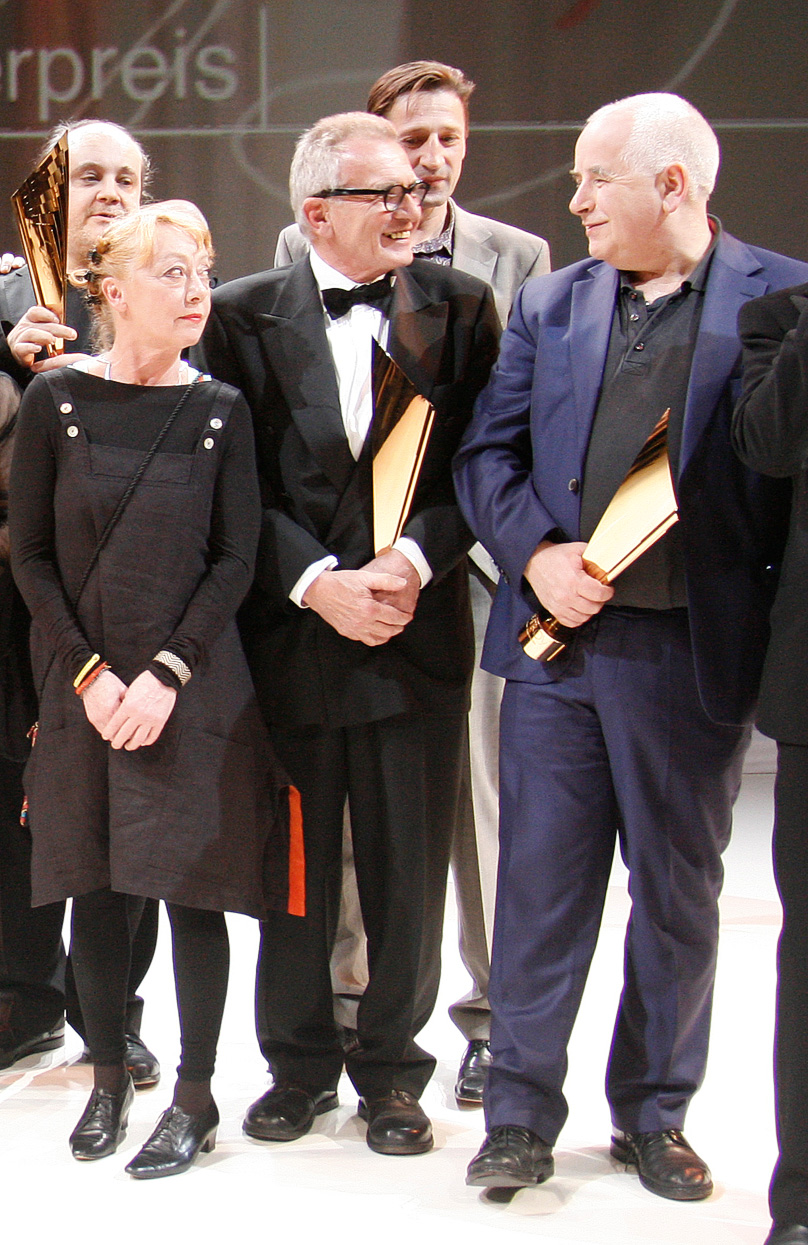
Johannes Schütz (rechts, Verleihung des Nestroy-Theaterpreises 2010)

Johannes Schütz (* 12. Februar 1950 in Frankfurt am Main) ist ein deutscher Bühnenbildner und Regisseur.

## Leben
Schütz besuchte die Hochschule für bildende Künste Hamburg und war dann von 1970 bis 1973 Assistent und Bühnenbildner an den Staatlichen Schauspielbühnen Berlin. Von 1976 bis 1983 arbeitete er an den Münchner Kammerspielen, unter anderem bei Inszenierungen von Ernst Wendt. Von 1978 bis 1981 war er Ausstattungsleiter am Theater Bremen. Danach wirkte er am Deutschen Schauspielhaus in Hamburg, wo er wieder besonders mit Wendt zusammenarbeitete.
Ab 1986 war Schütz Chefbühnenbildner am Schauspielhaus Bochum. Hier begann die intensive Zusammenarbeit mit Regisseur Jürgen Gosch. Als Gosch 1993 an das Deutsche Theater Berlin wechselte, war er auch dort und später an verschiedenen anderen Bühnen bei Inszenierungen Goschs als Bühnenbildner tätig. 
An der Oper Düsseldorf debütierte Schütz mit Glucks Iphigenie in Aulis als Regisseur. Bei seinen Inszenierungen am Musiktheater und Sprechtheater besorgte er zugleich die Ausstattung. Von 1992 bis 1998 war er in Karlsruhe Professor am Zentrum für Kunst und Medientechnologie und assoziierter Professor an der Hochschule für Gestaltung.

## Auszeichnungen
Gosch und Schütz erhielten 2009 gemeinsam den Theaterpreis Berlin. 2010 wurde Schütz mit dem Nestroy-Theaterpreis der Kategorie Beste Ausstattung ausgezeichnet. Gewürdigt wurde damit seine Mitarbeit an der Aufführung von Thomas Vinterbergs Stück Das Begräbnis  am Burgtheater. 2015 erhielt er den Theaterpreis Hamburg – Rolf Mares im Bereich Herausragendes Bühnen- oder Kostümbild für Pfeffersäcke im Zuckerland und strahlende Verfolger (Elfriede Jelinek) im Malersaal des Deutschen Schauspielhauses. 2022 erhielt er den mit 25000 Euro dotierten Kunstpreis des Landes Nordrhein-Westfalen.

## Regie (Auswahl)
- 1990: Iphigenie in Aulis (Oper Düsseldorf)
- 1992: Fatzer (Fragment) (Bochum)
- 1996: Idomeneo (Oper Frankfurt)
- 1998: Der Weltverbesserer (Deutsches Theater Berlin)
- 2000: Alcina (Oldenburg)
- 2003: Orpheus und Eurydike (Kassel)
- 2002: Die Braut von Messina (Staatstheater Mainz)
- 2003: Ariadne auf Naxos  (Staatstheater Mainz)